# ألفريدو ديفينسينزي
ألفريدو ديفينسينزي (بالإسبانية: Alfredo Devincenzi) (9 يونيو 1907 - تاريخ الوفاة غير معلوم) لاعب كرة قدم أرجنتيني إيطالي راحل كان يجيد اللعب في خط الهجوم.
لعب طوال مسيرته الرياضية في أندية إستوديانتيل بورتينيو (1925-1927) ريفر بليت (1928) إستوديانتيل بورتينيو (1929-1930) راسينغ (1931-1933) أمبروسيانا انتر (1934-1936).
مثل منتخب الأرجنتين في 8 مباريات مسجلا هدف واحد. شارك مع منتخب الأرجنتين في بطولة كأس العالم 1934 في إيطاليا حيث خرج من الدور الثمن النهائي.

## وصلات خارجية
- ألفريدو ديفينسينزي على موقع الاتحاد الدولي (مؤرشف)  (الإنجليزية)
- ألفريدو ديفينسينزي على موقع قاعدة بيانات كرة القدم.إي يو (الإنجليزية)
- ألفريدو ديفينسينزي على موقع ناشيونال فوتبول تيمز (الإنجليزية)
- ألفريدو ديفينسينزي على موقع عالم كرة القدم.نت (الإنجليزية)
- هذا سيرة ذاتية